# لشک اول سفید
لِـشِک اول (به لهستانی:  Leszek Biały) ملقب به لشک سپیدچهره شاهزاده ساندومیژ و دوک بزرگ لهستان در سال‌های ۱۱۹۴–۱۱۹۸، ۱۱۹۹، ۱۲۰۶–۱۲۱۰ و ۱۲۱۱–۱۲۲۷ بود. در طول سال‌های ابتدایی حکومت او میان عمویش میشکو کهن‌سال و پسر عمویش ولادیسواو سوم برای حق انتخاب لشک اول به سمت دوک بزرگ لهستان اختلاف به وجود آمد.
لشک اول سومین یا چهارمین پسر کازیمیر عادل بود اما تنها پسر او بود که تا رسیدن به عنوان دوک بزرگ زنده ماند.